# Jean-Baptiste Bellamy
Pour les articles homonymes, voir Bellamy.
Jean-Baptiste Bellamy (1821-1902) est un homme politique français.
Élu maire de Brest en 1881, il doit quitter ses fonctions en 1884 après avoir fait l'objet d'un scandale national.

## Biographie
Jean-Baptiste Raymond Louis Eugène Bellamy naît le 22 juin 1821 à Bordeaux, place des Chartrons, d'un père négociant. Il est l'oncle de Paul Bellamy.
En 1851, il s'installe à Brest comme notaire. De confession protestante, il devient rapidement trésorier du consistoire local, et le préside lors des vacances pastorales. Intégré par sa femme aux cercles anglais et écossais de la région, « républicain affirmé », il est élu conseiller municipal de la ville. En 1869, il préside la chambre des notaires du Finistère, il devient en parallèle adjoint au maire de Brest, conseiller général du canton de Brest-1 (1878), enfin maire de la cité du Ponant (1881). Toujours en 1881, il participe à l'élection de son ami Ernest Camescasse à l'Assemblée..

### L'affaire
Le 1er janvier 1884, il est arrêté, sous le coup de 47 chefs d'inculpation : il est notamment soupçonné d'abus de confiance, à hauteur d'un million de francs. Les plaintes étaient étouffées depuis plusieurs années. Trois conseillers municipaux impliqués démissionnent, entraînant Bellamy dans leur chute.
Le 19 mai 1885, à l'occasion d'un premier procès d'assises, il s'engage à rembourser les sommes spoliées — ce qu'il ne fera cependant jamais — et est acquitté. Un comité de soutien composé de notables protestants propose de se porter caution, ceux-ci s'en sortiront « en partie ruinés ».
En avril 1887, à nouveau jugé devant la Cour d'assises de Quimper, il est condamné aux travaux forcés à perpétuité par contumace : il est en effet introuvable. 
Il meurt à Neuchâtel (Suisse) le 5 février 1902

## Distinctions
- Officier d'académie (1878).
- Chevalier de la Légion d'honneur (1881).